# Milić Starovlah
Milić Starovlah (in serbo Милић Старовлах?; Pljevlja, 28 gennaio 1998) è un cestista montenegrino.

## Palmarès

### Competizioni nazionali
- Campionato montenegrino: 1

Budućnost: 2018-19
- Coppa del Montenegro: 3

Budućnost: 2018, 2019, 2020

### Competizioni internazionali
- Lega Adriatica: 1

Budućnost: 2017-18
- ABA 2 Liga: 1

Studentski centar: 2020-21